# 농업 보조금
농업 보조금(Agricultural Subsidy)은 WTO 농업협정상 보조금은 국내보조와 수출보조로 구분된다. 동 협정상의 보조금 규정은 여타 협정상의 규정보다 우선 적용되며, 또한 그 개념도 통상적인 보조금의 개념보다 넓은 의로 사용되고 있다.

## 국내 보조금
국내보조금은 그 규율대상이 일반적인 재정지출에 의한 지원보다 광범위한 실질적인 지원(support)의 개념이다. 그 이유는 WTO 농업협정에서 규율하고 있는 국내보조는 불특정 다수 농민에게 혜택이 주어지는 정부가 직접 시행하는 하부구조 개선사업 등 정부서비스정책, 식량안보 목적의 공공재고사업 등을 포함하고 있고 감축대상 보조의 시장가격지지 지원액도 보조지출이 아닌 [관리가격-외부참조가격)×지지물량]으로 산출하는 등 정부의 개입을 통한 전체 보호효과를 보조지원액으로 산출하도록 합의되었기 때문이다. 따라서 농업부문 서비스산업에 대한 지원도 농업협정의 적용대상으로 해석된다. 국내보조는 허용대상 정책과 기준이 제시되어 있으며 요건에 맞지 아니한 모든 보조는 감축대상 보조로 분류토록 하고 있다. 아울러 허용대상보조의 경우에도 정부가 직접 사업을 시행하는 "정부서비스 정책"과 농민에 대하여 보조금을 주거나 또는 징수를 감면하여 혜택이 주어지는 "생산자에 대한 직접지불정책"으로 나뉜다.
농업보조금을 한눈에 보고 싶다면 100만 농민들이 사용중인 팜모닝 서비스에서 매일 업데이트 되는 정부 지원사업을 한눈에 볼 수 있다. 특히 지원대상/신청방법/제출서류/신청기한 등 상세한 정보가 제공되는 것이 가장 큰 장점이다.

## 수출 보조금
수출보조금은 감축을 해야 할 보조를 6가지 형태로 제시하고 있으며, 감축약속을 하지 아니한 품목에 대한 수출보조 또는 이러한 보조금 감축약속을 회피하는 수단으로의 수출보조를 금지하고 있다. 수출보조도 재정지출에 의한 직접보조 뿐만 아니라 공공재고의 저가판매, 운송비의 할인혜택 등 실질적인 지원효과를 포함하도록 규정하고 있다. 따라서 농업협정상의 보조금 규율의 이해는 징수감면, 금융지원, 정부수매를 통한 농산물 가격에 대한 개입 등 광의의 재정정책에 의한 개입을 대상으로 하며, 보조금의 산출은 협정에서 제시된 방법으로 산출토록 함으로써 단순한 재정지출의 개념과는 상이하다.

## 같이 보기
- 보호무역
- 자유 무역
- 농업 정책
- 가격지지
- 2007-2008년 세계 식료품 가격 위기